# مونتي برينيستيني
مونتي برينيستيني (بالإيطالية: Monti Prenestini) هي سلسلة جبال في لاتسيو، تقع في وسط إيطاليا إلى الشرق من روما. يحدها من الشمال مونتي تيبورتيني ومن الشرق مونتي روفي ومن الجنوب وادي نهر ساكو.